# Щенниковский
Ще́нниковский — кордон в Котельничском районе Кировской области. Входит в состав Покровского сельского поселения.

## География
Кордон находится на берегу реки Боковая, на расстоянии 20 км к юго-западу от города Котельнич, административного центра района.

### Часовой пояс
Кордон Щенниковский, как и вся Кировская область, находится в часовой зоне МСК (московское время). Смещение применяемого времени относительно UTC составляет +3:00.

## Население
| 2010 |
| ---- |
| 38   |

## Улицы
В населённом пункте имеются две улицы: Заречная и Советская.